# لوزینه (ایتالیا)
لوزینه (به ایتالیایی: Losine) یک کومونه در ایتالیا است که در استان برشا واقع شده‌است. لوزینه ۶ کیلومتر مربع مساحت و ۵۹۸ نفر جمعیت دارد و ۳۶۸ متر بالاتر از سطح دریا واقع شده‌است.